# Georges Chelon
Pour les articles homonymes, voir Chelon.
Georges Chelon est un chanteur, auteur-compositeur-interprète, français, né à Marseille le 4 janvier 1943.

## Biographie

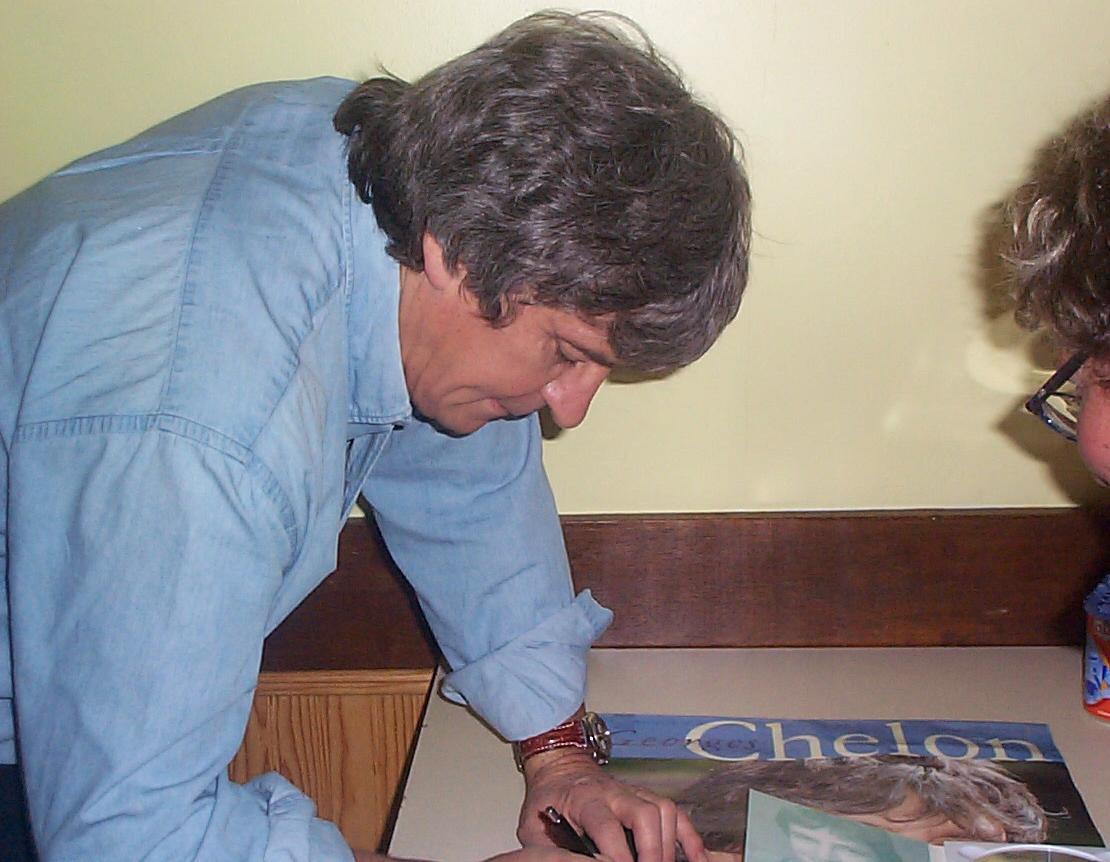
Georges Chelon - Séance de dédicace en 2001.

Né en 1943, Georges Chelon apparaît dans le paysage de la chanson française en 1965, en pleine vague yéyé, avec des chansons à texte, après avoir entamé ses études à l'Institut d'études politiques de Grenoble (Sciences Po, à Grenoble). Lors d'un radio-crochet diffusé par Radio Monte-Carlo et co-organisé par Pathé-Marconi, il est remarqué par René Vanneste, à l'époque directeur artistique de la maison de disque. Celui-ci va lui offrir la possibilité d'enregistrer en septembre 1964 son premier 45 tours,. Il réalise des premières parties d'artistes tels qu'Alain Barrière ou Salvatore Adamo, et se produit à Bobino en 1967. Dans les années 1970, il adapte en français des chansons de Leonard Cohen.
Auteur de Père prodigue (titre autobiographique), Sampa, Morte saison, il se place à contre-courant de la chanson de variétés de l'époque, s'attachant aux textes, et reçoit le Prix de l'Académie Charles-Cros du disque français en 1966. Il est nommé chevalier des Arts et Lettres en 1985 et chevalier de l'ordre national du Mérite en 2011. Après quarante ans de carrière d'auteur-compositeur-interprète et une trentaine d'albums originaux, il met en musique, entre 2004 et 2008, l'intégralité des Fleurs du mal de Charles Baudelaire, parue en plusieurs disques compacts.
En 2003, il publie un disque de chansons « polissonnes », contenant des titres tels que La Salopette, La Métamorphose, La Coccinelle et La cloche du parking sonne. Il participe en 2007/2008 à la seconde saison de la tournée Âge tendre et têtes de bois avec des artistes des années 1960 et 1970. Il revient en 2009/2010 pour la quatrième saison, puis en 2014 pour la tournée supplémentaire.
En 2013, il sort un disque de reprises de dix-neuf titres en hommage à Georges Brassens.
Il est l'auteur et compositeur de plus de quatre cents chansons. Après l'attentat contre Charlie Hebdo, il écrit notamment la chanson La Belle endormie rendant hommage aux victimes.

## Décorations
- Chevalier de la Légion d'honneur (2015)[9]
- Chevalier de l'ordre national du Mérite

## Discographie

### Albums studio
- 1965 : Père prodigue
- 1966 : Prélude
- 1968 : Tu sais
- 1968 : Sampa
- 1969 : Chelon 1969
- 1970 : Vengeance
- 1973 : Ouvrez les portes de la vie
- 1975 : Si demain
- 1977 : Commencer à revivre
- 1979 : Tous les deux... comme hier
- 1982 : Orange et citron
- 1983 : Poète en l'an 2000
- 1987 : Petit enfant de l'univers
- 1989 : L'Enfant du Liban
- 1990 : Chercheurs d'eau
- 1991 : 2000 c'est demain
- 1991 : Georges Chelon chante la Seine
- 1994 : L'air de rien
- 1995 : Le Cosmonaute
- 1998 : On rêve, on rêve
- 2000 : Les Portes de l'enfer
- 2002 : Lettres ouvertes
- 2003 : Chansons à part...
- 2004 : Georges Chelon chante Les Fleurs du mal / Charles Baudelaire / Volume 1
- 2005 : L'impasse
- 2006 : Georges Chelon chante Les Fleurs du mal / Charles Baudelaire / Volume 2
- 2008 : Georges Chelon chante Les Fleurs du mal / Charles Baudelaire / Volume 3
- 2009 : Georges Chelon chante Les Fleurs du mal / Charles Baudelaire / Intégrale 7 CD
- 2011 : C'est passé vite
- 2012 : Chansons libertines
- 2013 : Georges Chelon chante Brassens
- 2014 : Au pays de Millet
- 2015 : La belle Endormie (Charlie)
- 2016 : Dans la cour de l'école
- 2017 : On n'est pas tout seul
- 2019 : Parenthèse (Édition limitée)
- 2019 : Essayez Dieu
- 2020 : Ensemble
- 2022 : La rencontre
- 2022 : Ah ! La vie…
- 2024 : Absence

### Albums en public
- 1967 : Bobino 67
- 1971 : Olympia 71
- 1991 : En public
- 1997 : Ballades en solitaire
- 2008 : Olympia 2008 (parution en double CD et en DVD)
- 2017 : Ma compilation (double CD, dont un en public)

## Filmographie
- 1964 Chante La Rose des Vents, dans le court-métrage Des Enfants sages d'Henry Zaphiratos
- 1967 Chante Avant, dans le film Le grand dadais de Pierre Granier-Deferre
- 1973 Chante L'insolent, dans le film L'insolent de  Jean-Claude Roy
- 1979 Rôle de Didier Rousseau, le peintre, dans Le Crime des innocents, téléfilm  de Roger Dallier[10]
- 1980 Rôle de Chaumont, dans Charlie Bravo de Claude Bernard-Aubert

## Hommages
Le Société des poètes et artistes de France a créé un Grand prix Georges Chelon de la chanson poétique « qui renoue avec la grande tradition de la poésie du XVIe siècle, reconnaît que la chanson populaire constitue aujourd’hui un véhicule privilégié pour la diffusion de l’expression poétique vers le plus grand nombre ».